# 西原義一
西原 義一（にしはら よしかず、1956年 - ）は、日本の地方公務員。香川県教育委員会教育長等を経て、香川県副知事、高松空港取締役。

## 人物・経歴
1978年神戸大学経営学部卒業、香川県庁入庁。東京事務所長や、農政水産部長、政策部長等を歴任し、2014年香川県教育委員会教育長。2017年から天雲俊夫の後任として副知事及び高松空港取締役を務め、平成30年7月豪雨を受け兵庫県、岡山県、広島県、山口県、香川県、愛媛県の6県を代表し、農林水産省に対しため池整備のための緊急要望書を提出するなどした。2021年３月香川県副知事に再任。